# Renfe série 251
La Renfe série 251 est une suite de locomotives électriques construites pour la Red Nacional de los Ferrocarriles Españoles (Renfe) en 1982-1983. 
Elles sont spécifiquement conçues pour la ligne León-Gijón, l'une des plus dures du réseau espagnol. Sur les 172 kilomètres du parcours, on compte 350 courbes au rayon extrêmement serré (de l'ordre de 300 à 350 mètres), le tout avec une rampe pratiquement continue de 20 mm/m permettant d'atteindre le col de Pajares, afin de rattraper les 1021 mètres de dénivelé séparant la gare d'Ujo de la tête sud du tunnel de la Perruca, située à 1270 mètres d'altitude. À l'époque de leur sortie, les locomotives de la série 251 sont les plus puissantes d'Espagne et figurent parmi les plus puissantes d'Europe, aux côtés des CC série 103 de la DB (7200 kW mais uniquement en régime unihoraire, moins de 5900 en horaire), des BBB série Re 6/6 des SBB/CFF (7400 kW), des CC 6500 de la SNCF (5900 kW) et des CC série E 666 des FS (5670 kW).

## Conception
Étudiées au Japon, ces machines dérivent directement de la série EF 66 des JNR. La caisse est de type autoportante. Les cabines de conduite tranchent par leur esthétique novatrice. Elles sont équipées d'origine de l'air conditionné et d'une insonorisation poussée vis-à-vis de l'extérieur et de la salle des machines. Les deux vitres frontales sont blindées (16 mm d'épaisseur) et dotées de résistances dégivrantes. Sièges et pupitres font l'objet d'études ergonomiques poussées. La salle des machines est divisée en cinq compartiments. Les deux extrêmes abritent les équipements auxiliaires, qui protègent également les moteurs. Le lanterneau de toiture est divisé en cinq sections démontables, ce qui permet d'extraire certains équipements pour entretien à l'aide de grues.
Les bogies sont identiques à ceux des séries 269.0, 279 et 289. Le bogie central ne diffère que par sa suspension secondaire, modifiée afin de faciliter l'inscription en courbe.
L'équipement électrique est identique à celui de la série 269.6, autrement dit ces machines sont dotées d'un équipement électronique de puissance dit chopper. Chaque moteur dispose de son propre système ce qui permet, en cas de panne, de fonctionner sur trois moteurs seulement. Par rapport aux 269.6, la fréquence passe de 1200 à 1800 Hz. Plus nombreux, les équipements auxiliaires nécessitent l'installation d'un second alternateur. Les équipements de freins sont identiques à ceux de la série 269.6.

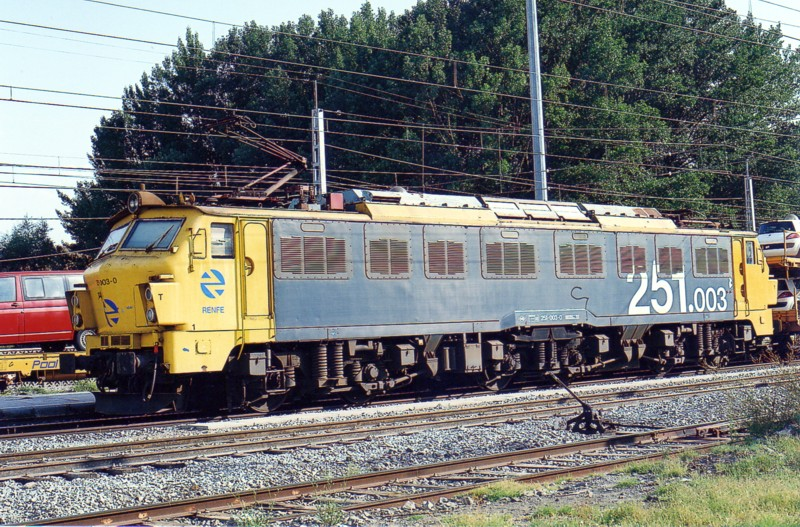
La 251-003-0 à Mataporquera. 4 aout 2003

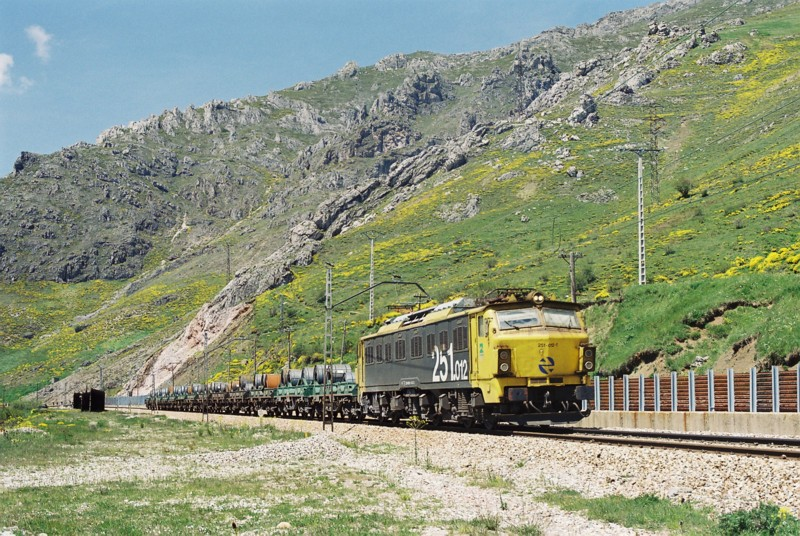
La 251-012-1 descend le col de Pajares. Busdongo, 25 mai 2001

La construction est partagée entre trois firmes :
- 251-001 et 251-002 : Mitsubishi 1982
- 251-003 : CAF 1982
- 251-004 : MACOSA n° 691/1983
- 251-005 et 006 : CAF 1982
- 251-007 et 008 : MACOSA n° 692 et 693/1983
- 251-009 et 010 : CAF 1982
- 251-011 et 012 : MACOSA n° 694 et 695/1983
- 251-013 à 016 : CAF 1982
- 251-017 et 018 : MACOSA n° 696 et 697/1983
- 251-019 à 022 : CAF 1983
- 251-023 et 024 : MACOSA n° 698 et 699/1983
- 251-025 à 028 : CAF 1983
- 251-029 : MACOSA n° 700/1984
- 251-030  CAF 1983

Extérieurement, ces machines arborent une livrée bleu foncé et jaune. Il existe une petite différence entre les machines fabriquées au Japon, dont les persiennes latérales sont peintes en bleu, et celles fabriquées en Espagne, dont les persiennes sont gris clair.

## Service

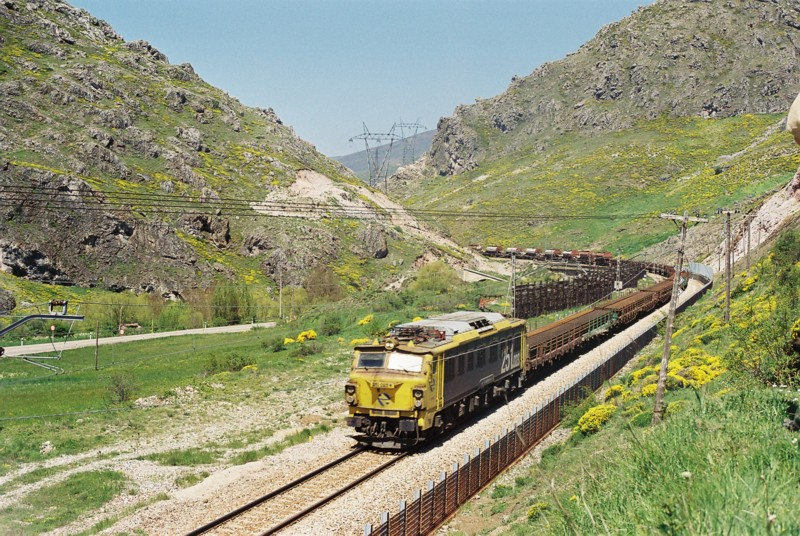
La 251-023 descend le col de Pajares. Busdongo, 25 mai 2001

Le 4 mai 1982, les deux premières machines de la série arrivent du Japon à bord du cargo Sweet Flag et débarquent à Barcelone. Après un bref séjour au dépôt de Casa Antunez, elles sont envoyées aux usines CAF de Beasain pour mise au point. Les premiers essais en ligne ont lieu en juillet/août dans les Asturies, sur la ligne de Pajares. Elles parviennent à remorquer des trains de marchandises de 1000 tonnes à la vitesse de 50 km/h, et des trains de voyageurs de 750 tonnes à 75 km/h en rampe et à 140 km/h en plaine. Toute la série, dont la dernière unité est livrée le 2 mars 1984, est affectée au dépôt d'Oviède. Elles sont principalement utilisées sur les lignes de León à Gijón et de León à Monforte de Lemos où elles remplacent avantageusement les doubles tractions de 277 en tête des trains de marchandises. Elles assurent aussi des trains de voyageurs : l'express Costa Verde Gijón-Madrid sur tout son parcours, l'Atlantico expreso El Ferrol-Madrid entre Monforte et Madrid, l'express Barcelone-Galice entre Venta de Baños et Monforte, et elles se partagent l'express Gijón-Barcelone avec les 269.6 entre Gijón et Venta de Baños. À l'époque, elles ne dépassent pas les gares de Monforte et de Venta de Baños, où ont lieu les changements traction.